# پارادوکس توبر
پارادوکس توبر پارادوکسی در جمعیت‌شناسی است که از دو پیش‌بینی به ظاهر متناقض، پس از کاهش مرگ و میر در کل جمعیت ناشی می‌شود. به عنوان مثال پس از درمان یک بیماری یا کاهش مرگ و میر ناشی از آن در یک جمعیت، احتمال وقوع این دو پیش‌آمد وجود دارد:
1. از آن‌جایی که در غیر این صورت، این بیماری باعث مرگ و میر تعدادی از افراد می‌شد، در صورت درمان آن باید تعداد مرگ و میرهای کمتری نسبت به دنیایی که بیماری در آن درمان نمی‌شود، وجود داشته باشد.
2. از آنجایی که در نهایت همه می‌میرند، در درازمدت باید همین تعداد مرگ و میر وجود داشته باشد و چرایی آن مرگ‌ها بین علل باقی‌مانده توزیع مجدد شود. [۱]

این پارادوکس به نام کونارد توبر،  یک جامعه‌شناس و جمعیت‌شناس، نام‌گذاری شده است. 

## تحلیل
این پارادوکس با ذکر این نکته حل می‌شود که عمر متوسط افراد جامعه با درمان بیماری افزایش می‌یابد و این امر منجر به کاهش موقتی نرخ کلی مرگ و میر می‌شود تا اینکه دوباره علل مرگ و میر در میان علل باقی‌مانده توزیع شود.  بنابراین، درمان یک بیماری باعث کاهش کلی در مرگ و میر جمعیت نمی‌شود، اما می‌تواند نرخ مرگ و میر را در گروه‌های خاصی (مثلا در سنین خاص) در یک بخشی از جمعیت یا حتی در همه‌ی گروه‌ها (مثلا همه‌ی سنین) در داخل جمعیت بهبود بخشد. مقایسه‌ی دو جمعیت با میزان مرگ و میر کلی یکسان در حالی که یکی از آنها مرگ و میر کمتری در هر زیرگروه دارد، نمونه‌ای از پارادوکس سیمپسون است.
در مورد خاصی که نیروی مرگ و میر با کسر ثابت X کاهش می‌یابد، میزان افزایش عمر متوسط را می‌توان به صورت X * H * e تخمین زد، که در آن e عمر متوسط قبل از کاهش مرگ و میر است و H به صورت ( ۲ - e / a) که در آن a سن مانای جمعیت است.  به عنوان مثال، اگر سرطان دلیل ۱۰ درصد از مرگ و میرها در تمام سنین باشد و به طور ناگهانی درمان شود، در جمعیتی با طول عمر متوسط مورد انتظار ۷۵ سال و میانگین سنی ۵۰ سال (با تخمین H ۱/۲)، میزان افزایش عمر متوسط تنها ۳.۷۵ سال تخمین زده می‌شود (۵٪ از طول عمر متوسط اولیه، به جای افزایش ۱۰٪ آن که ممکن است به طور شهودی به نظر بیاید).
در سال ۲۰۰۵، در کشورهای اروپایی و آمریکایی با عمر متوسط حدود ۷۰ سال،  عدد H برای مردان و زنان به ترتیب حدود ۰.۲ و ۰.۱۵ برآورد شد که کاهش قابل توجهی نسبت به ۳۰ سال قبل که این اعداد ۰.۳ به ۰.۴ بوده‌اند، داشته است، که نشان می‌دهد امروزه افراد بیشتری تا عمر متوسط جمعیت زندگی می‌کنند و اینکه امروزه کاهش در نرخ مرگ و میر باعث افزایش کمتر طول عمر متوسط می‌شود. 
بر اساس برآوردهای دولت ایالات متحده با استفاده از داده‌های جدول زندگی در سال ۱۹۸۹، از بین بردن همه‌ی مرگ و میرهای ناشی از نئوپلاسم‌های بدخیم، طول عمر متوسط در ایالات متحده را ۳.۳۶ سال افزایش می‌دهد، در حالی که حذف مرگ و میرهای ناشی از همه‌ی بیماری‌های قلبی عروقی اصلی، طول عمر متوسط در بدو تولد را ۶.۷۳ سال افزایش می‌دهد. 